# Distrito de Humenné
El distrito de Humenné (en eslovaco Okres Humenné) es una unidad administrativa (okres) de Eslovaquia Oriental, situado en la región de Prešov, con 64 845 habitantes (en 2001) y una superficie de 754 km². Su capital es la ciudad de Humenné.

## Demografía
| Año        | 1994   | 2004    | 2014    | 2024    |
| ---------- | ------ | ------- | ------- | ------- |
| Población  | 64 629 | 64 620  | 63 614  | 58 257  |
| Diferencia |        | −0,01 % | −1,55 % | −8,42 % |

| Año        | 2023   | 2024    |
| ---------- | ------ | ------- |
| Población  | 58 688 | 58 257  |
| Diferencia |        | −0,73 % |

## Ciudades (población año 2017)
- Humenné (capital) 33 441

## Municipios
- Adidovce 211
- Baškovce 413
- Brekov 1319
- Brestov 611
- Černina 176
- Chlmec 580
- Dedačov 164
- Gruzovce 129
- Hankovce 513
- Hažín nad Cirochou 665
- Hrabovec nad Laborcom 525
- Hrubov 487
- Hudcovce 412
- Jabloň 399
- Jankovce 265
- Jasenov 1199
- Kamenica nad Cirochou 2331
- Kamienka 528
- Karná 461
- Kochanovce 747
- Košarovce 622
- Koškovce 602
- Lackovce 756
- Lieskovec 445
- Ľubiša 820
- Lukačovce 459
- Maškovce 60
- Modra nad Cirochou 1004
- Myslina 585
- Nechválova Polianka 74
- Nižná Jablonka 177
- Nižná Sitnica 316
- Nižné Ladičkovce 346
- Ohradzany 641
- Pakostov 442
- Papín 962
- Porúbka 271
- Prituľany 51
- Ptičie 638
- Rohožník 35
- Rokytov pri Humennom 282
- Rovné 442
- Ruská Kajňa 107
- Ruská Poruba 228
- Slovenská Volová 561
- Slovenské Krivé 123
- Sopkovce 102
- Topoľovka 812
- Turcovce 300
- Udavské 1242
- Veľopolie 364
- Víťazovce 299
- Vyšná Jablonka 54
- Vyšná Sitnica 370
- Vyšné Ladičkovce 191
- Vyšný Hrušov 493
- Závada 72
- Závadka 539
- Zbudské Dlhé 734
- Zubné 364

## Personalidades reconocidas
- Sandra Russo (1974-), actriz y modelo.